# (464493) 2016 BB69
(464493) 2016 BB69 es un asteroide perteneciente al cinturón de asteroides, descubierto el 8 de febrero de 2010 por el equipo WISE, Wide-field Infrared Survey Explorer desde el Observatorio Wise en Mitzpe Ramon (Mitzpe Ramon, Israel).